# Josef Felten
Josef Felten (* 1799 in Köln; † 20. April 1880 ebd.) war ein deutscher Architekt.

## Leben und Werk

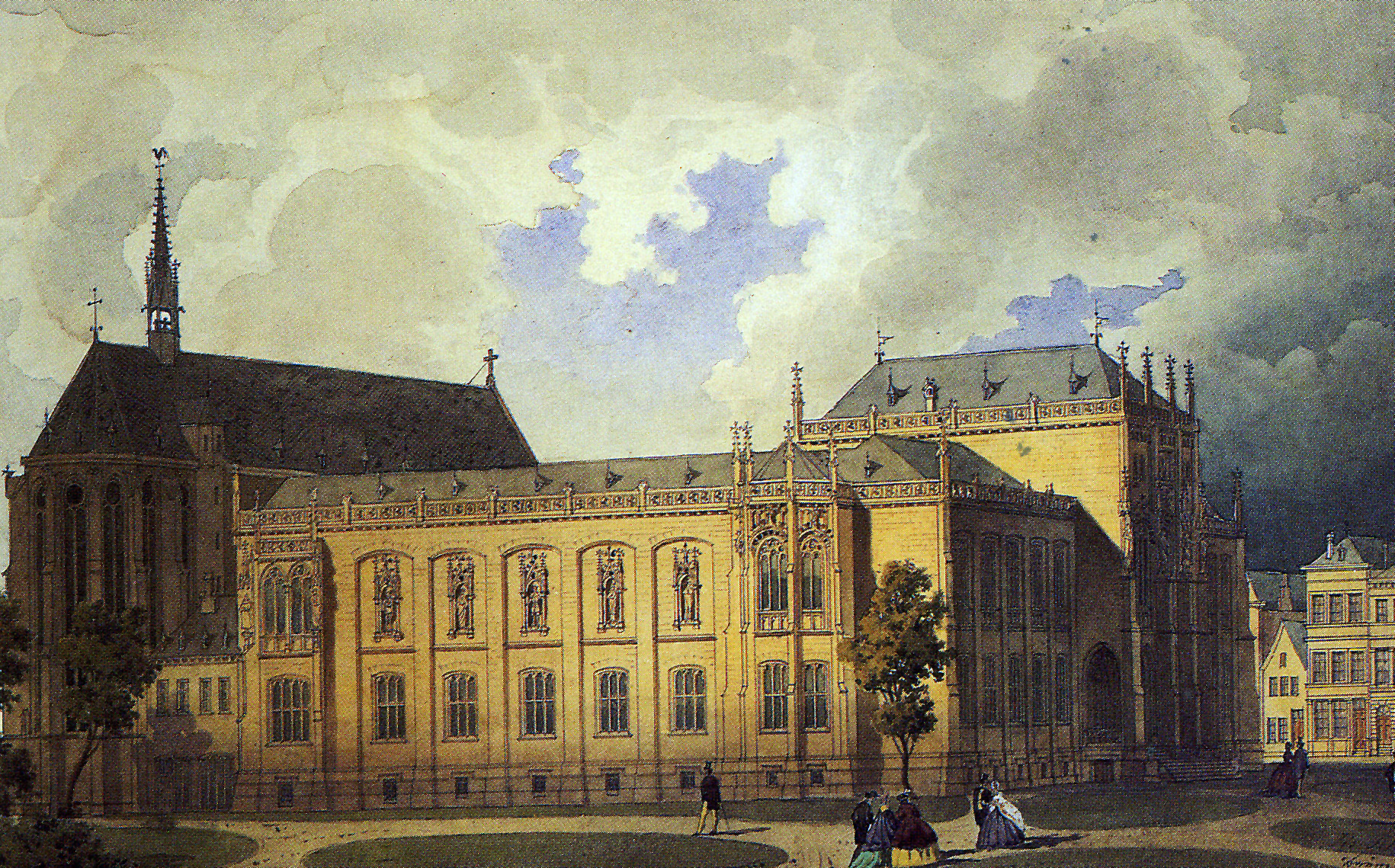
Wallraf-Richartz-Museum, Aquarell, 1861

Nach Schulbesuch und Lehrzeit in Köln studierte Josef Felten an der Berliner Bauakademie. Bis 1831 war er danach als Privatbaumeister und Baubeamter in Berlin tätig. In dieser Zeit leitete er von 1827 bis 1829 den Umbau des Palais Karl am Wilhelmplatz nach Entwürfen von Karl Friedrich Schinkel. Dann ging er in seine Heimatstadt Köln zurück, um dort als Privatbaumeister zu wirken. Es entstanden 1837 das Wohnhaus Richartz, 1846–1848 das Hotel Disch, 1849 die Rekonstruktion der Kapelle St. Maria im Hospital, 1855–1861 unter seiner Bauleitung das gemeinsam mit Julius Raschdorff entworfene Wallraf-Richartz-Museum und 1869/70 der Umbau des Vereinshauses Concordia. Weitere Bauten waren das Französische Konsulat, das Konservatorium, die Rekonstruktion historischer Bauten sowie Villen und Landhäuser, darunter auch 1870 das zusammen mit Wilhelm Hoffmann für Albert Freiherr von Oppenheim erbaute Haus in der Glockengasse 3.